# Cratogeomys
Cratogeomys ist eine Gattung von Nagetieren in der Familie der Taschenratten mit Arten, die hauptsächlich in Mexiko vorkommen.

## Merkmale
Die Arten erreichen eine Kopf-Rumpf-Länge von 14 bis 26 cm, eine Schwanzlänge von 6 bis 12,5 cm sowie ein Gewicht von 230 bis 900 g. Das weiche Fell hat oberseits eine gelbe, braune oder schwarze Farbe, während die Unterseite allgemein heller ist. Gelegentlich kommen weiße Flecken auf dem Fell vor. Diese Taschenratten besitzen an der Vorderseite jedes oberen Schneidezahns eine tiefe Fuge, die sich etwas auf der Innenseite fortsetzt. Laut einer anderen Beschreibung gibt es bei fast allen Exemplaren eine vollständige Rille auf der Innenseite.

## Arten und Verbreitung
Laut IUCN (2008) zählen folgende sieben Arten zur Gattung.
- Die Gelbgesicht-Taschenratte (Cratogeomys castanops) lebt im Norden Mexikos und im Westen der USA, nördlich bis Colorado und Kansas.
- Die Gelbe Taschenratte (Cratogeomys fulvescens) kommt in einem endorheischen Becken (Oriental Basin) in Zentralmexiko vor.
- Die Rußige Taschenratte (Cratogeomys fumosus) hat mehrere voneinander getrennte Population in Zentralmexiko.
- Die Goldman-Taschenratte (Cratogeomys goldmani) bewohnt Wüsten und Halbwüsten im Norden Mexikos.
- Die Merriam-Taschenratte (Cratogeomys merriami) lebt im südlichen Umland von Mexiko-Stadt.
- Die Cofre-De-Perote-Taschenratte (Cratogeomys perotensis) ist in Gebirgen östlich von Mexiko-Stadt heimisch.
- Die Toluca-Taschenratte (Cratogeomys planiceps) kann in Gebirgen westlich von Mexiko-Stadt angetroffen werden.

Taxa die noch in Mammal Species of the World (2005) als eigenständige Arten anerkannt waren, zählen hier als Synonyme der Rußigen Taschenratte.

## Lebensweise
Diese Taschenratten haben sich an verschiedene Lebensräume angepasst. Sie kommen unter anderem in Wüsten und Halbwüsten, in Grasländern, auf Flächen mit Palmengewächsen sowie in Bergwäldern mit Tannen und Fichten vor. Manche Populationen erreichen dabei Gebiete, die 3.700 Meter über dem Meer liegen.
Wie andere Taschenratten graben die Tiere mit Hilfe der mit Krallen besetzten Vorderpfoten und der Schneidezähne unterirdische Tunnelsysteme. Dabei werfen sie, ähnlich wie Maulwürfe, Hügel auf, die einen Durchmesser von 30,5 bis 91,5 cm besitzen. Die Baue sind allgemein tiefer als bei den Gebirgs-Taschenratten (Thomomys), mit denen sie oft ihr Revier teilen. Ein typischer Bau besteht aus einem 3 bis 6 Meter langen Gang, der durchschnittlich 28 cm unter der Erdoberfläche liegt, sowie aus mehreren Seitentunneln, die 0,3 bis 3,0 Meter lang sind. Der Haupttunnel neigt sich in seinem letzten Teilabschnitt abwärts. Mit den Gängen verbunden sind verschiedene Kammern, als Lager für Nahrung oder als grasgepolsterte Wohnstätte.
Als Nahrung dienen verschiedene Pflanzen, die im Verbreitungsgebiet vorkommen, wie z. B. Kakteen.
Die Fortpflanzungszeit reicht bei südlichen Arten über das ganze Jahr und bei nördlichen Arten von Januar bis Oktober. Es kommen jährlich 3 bis 4 Würfe vor, die meist aus Zwillingen bestehen. Weibchen, die im Frühjahr geboren werden, können im Herbst eigene Nachkommen erzeugen. Die meisten Weibchen werden nicht älter als 56 Wochen. Bei Männchen liegt die Lebenserwartung maximal bei 31 Wochen.

## Cratogeomysund Menschen
Die Arten werden von Bauern als Schädlinge betrachtet, da sie oft Gemüse, Körner oder Kartoffeln fressen. Wie die Riesentaschenratten (Orthogeomys) werden sie von speziellen Taschenrattenfängern (Tucero) gejagt. Die IUCN listet alle Vertreter der Gattung als „nicht gefährdet“ (Least Concern).

## Referenzliteratur
- Ronald M. Nowak: Walker's Mammals of the World. 2 Bände. 6. Auflage. Johns Hopkins University Press, Baltimore MD u. a. 1999, ISBN 0-8018-5789-9.
- Clinton Hart Merriam: Revision of the pocket gophers, family Geomyidæ, exclusive of the species of Thomomys. In: North American fauna. Nr. 8, 1895, S. 1–262 (biodiversitylibrary.org).